# 144gy busz (Budapest)
A budapesti 144-es (gyors 144-es) jelzésű autóbusz az Örs vezér tere és a Centenáriumi lakótelep között közlekedett. A vonalat a Budapesti Közlekedési Zrt. üzemeltette.

## Története
2003. március 3-án 144-es jelzéssel az Örs vezér tere és a Centenáriumi lakótelep között új járat indult a Rákosi úton át, amely csak munkanapokon a reggeli és délutáni csúcsidőben közlekedett. Visszafelé a járat kitért a Csömöri útra is. 2004 és 2005 nyarán a 2-es metró Deák tér – Stadionok állomások közötti felújításának idején a 144-esek meghosszabbított útvonalon a Blaha Lujza térig közlekedtek.
2007. augusztus 21-én a 244-es jelzést kapta és útvonalát is leegyszerűsítették, a Csömöri útra már nem tér ki. Az új járat csúcsidőszakon kívül is közlekedik.

## Útvonala
| Örs vezér tere → Centenáriumi lakótelep → Örs vezér tere |
| --- |
| Örs vezér tere vá. – Füredi utca – Rákosi út – Mátyás király utca – Arany János utca – Margit utca – Futórózsa utca – Budapesti út – Mátyás király utca – Csömöri út – János utca – Rákosi út – Füredi utca – Örs vezér tere vá. |

## Megállóhelyei
| 0  | Örs vezér tere végállomás               | 18 | (2007 nyarán pótlóbusz közlekedett helyette) Gödöllői és csömöri HÉV 31, 32, 44, 44A, 45, 61, 61, 67, 76, 77, 85, 85, 131, 144, 161E, 168, 176, Expo, Rákoskert 3, 62 80–81, 82 Helyközi buszok |
| 7  | József utca                             | 11 | 92, 144 |
| 8  | János utca (↓) Rákosi út (↑)            | 9  | 144 |
| ∫  | János utca                              | 8  | 31, 130, 131, 144, 192 |
| 9  | Diófa utca                              | ∫  | 144 |
| ∫  | György utca                             | 7  | 31, 130, 144, 192 |
| ∫  | Csömöri út                              | 5  | 31, 44, 144, 192 |
| ∫  | Mátyás király utca 71.                  | 4  | 44, 144, 192 |
| 11 | Ida utca                                | 3  | 44, 192 |
| 12 | Budapesti út (↓) Mátyás király utca (↑) | 2  | 44, 44A, 192 |
| ∫  | Olga utca                               | 1  | 44A |
| 13 | Sasvár utca                             | ∫  | 44, 44A, 192 |
| 15 | Margit utca                             | ∫  | 44, 44A, 192 |
| 16 | Futórózsa utca                          | ∫  | 44A |
| 17 | Sasvár utca                             | ∫  | 44A |
| 18 | Centenáriumi lakótelep végállomás       | 0  | 44A |